# Mammillaria voburnensis
Mammillaria voburnensis ist eine Pflanzenart aus der Gattung Mammillaria in der Familie der Kakteengewächse (Cactaceae).

## Beschreibung
Mammillaria voburnensis wächst Gruppen bildend, die bis zu 30 Zentimeter hoch und auch im Durchmesser groß werden. Die zylindrisch geformten Triebe sind dunkelgrün mit rötlichem Hauch. Sie werden bis zu 5 Zentimeter hoch und 3 Zentimeter im Durchmesser groß. Die Warzen sind sehr kurz, fast eiförmig, nach oben kantig, nach unten rund. Sie führen reichlich Milchsaft. Die Axillen sind mit Wolle und Borsten besetzt. Bis zu 2 Mitteldornen sind vorhanden. Sie sind steif, gerade, pfriemlich, zuerst braun später elfenbeinfarben mit Flecken und bis zu 1,2 Zentimeter lang. Bis zu 9 fast gleiche Randdornen sind elfenbeinweiß und bis zu 4 Millimeter lang.
Die Blüten sind gelblich mit rötlichem Hauch. Die keulig geformten Früchte sind rot. Sie enthalten braune Samen.

## Verbreitung  und Systematik
Mammillaria voburnensis ist in den mexikanischen Bundesstaaten Chiapas und Oaxaca sowie in Guatemala, Honduras und in Nicaragua verbreitet.
Die Erstbeschreibung erfolgte 1845 durch Frederick Scheer.
Nomenklatorische Synonyme sind Neomammillaria voburnensis (Scheer) Britton & Rose (1923, als „woburnensis“) und Cactus voburnensis (Scheer) Kuntze (1891, als „woburnensis“).

## Nachweise